# 細谷はるな
細谷 はるな（ほそや はるな、1973年4月23日 - ）は、日本のトライアスロン選手。兵庫県川西市出身。
2000年シドニーオリンピックに出場したが、途中棄権に終わった。